# Acrocercops scandalota
Acrocercops scandalota là một loài bướm đêm thuộc họ Gracillariidae. Nó được tìm thấy ở Ấn Độ (Karnataka).
Ấu trùng ăn Mallotus philippinensis và Helicteres isora. Chúng có thể ăn lá nơi chúng làm tổ.